# Клименко, Александр Иванович (футболист)
Александр Иванович Клименко (11 января 1975) — украинский футболист, полузащитник, футзалист.

## Игровая карьера
Воспитанник СДЮШОР «Динамо» (Киев). С 1992 по 1995 годы играл в третьей команде «Динамо» в любительских турнирах. Один матч провёл за «Динамо-2» в Кубке Украины.
С 1995 года — игрок киевской мини-футбольной команды «Интеркас». Серебряный призёр чемпионатов Украины 1996/97 и 1997/98.
В чемпионате Украины по футболу провёл 6 матчей: пять за «Авангард» (Ровеньки) во второй лиге и один за СК «Николаев» в высшей. Единственный матч в высшей лиге состоялся 7 марта 1999 года («Металлист» Харков, 0:2).